# Aniołki
Aniołki (in tedesco: Aller Gottes Engeln, Gottes Engeln, Aller Engel) è una frazione di Danzica, situata nella parte centrale della città.